# David Coleman
David Coleman (Manhattan, 1969) é um empresário norte-americano. Em 2013, apareceu na lista de 100 pessoas mais influentes do ano pela Time.